# Comuna Vîsunsk, Bereznehuvate
Vîsunsk (în ucraineană Висунськ) este o comună în raionul Bereznehuvate, regiunea Mîkolaiiv, Ucraina, formată din satele Odradne, Prîșîb, Semenivka, Vasîlivka și Vîsunsk (reședința).

## Demografie
Componența lingvistică a comunei Vîsunsk
     Ucraineană (94,27%)
     Rusă (3,59%)
     Română (1,42%)
     Alte limbi (0,72%)
Conform recensământului din 2001, majoritatea populației comunei Vîsunsk era vorbitoare de ucraineană (94,27%), existând în minoritate și vorbitori de rusă (3,59%) și română (1,42%).